# 内田宗春
内田 宗春（うちだ そうしゅん、元亀3年（1572年） - 明暦3年1月29日（1657年3月13日））は、安土桃山時代・江戸時代の医師。

## 来歴
歴代にわたり江戸幕府の医官を務め、法眼、法印を拝命した内田家の初代である。姓は藤原、父の元庵、元安。号は正俊とも称す。遠州相良の出身で、父の黙庵が京都で医師を始めたと伝えられている。幼いころより内田左京に養育され、初代曲直瀬道三の門弟となる。道三の後継者である曲直瀬玄朔にも就いて医学を学んだ。
小早川秀秋に仕えたため一時は処士となっていたが、その後召されて徳川家光に仕えた。明暦3年1月29日（1657年3月13日）没。曲直瀬家が深く関わり、曲直瀬門下の墓が集まる祥雲寺を内田家代々の墓地とした。

## 歴代当主
- 2代・内田玄勝千里（1592年 - 1681年11月9日（天和元年9月29日））大蔵卿、薬樹院、法眼、法印。寛永元年（1624年） 駿河台大納言徳川忠長に就き、法眼に叙された。寛文元年（1661年）に徳川光圀の治療のため水戸に赴く。寛文5年（1665年）に法印となり、守澄法親王に従い京都に上り、延宝5年（1677年）致仕。宮中より薬樹院、徳川家綱より福禄寿の画、東福門院より銀の厘秤を賜った[2][3]。
- 3代・内田玄策正頼（1643年 - 1706年）求之助、玄策。寛文9年（1669年）6月、徳川家綱に拝謁、元禄元年（1688年）致仕。 妻は曲直瀬親俊（玄淵）の娘。
- 4代・内田玄勝正純（1656年 - 1721年）大次郎、玄庵、玄勝。二代千里の五男だが、三代長男の正甫が早世したため継承。
- 5代・内田玄勝正秀（1679年 - 1750年）玄信、玄勝、法眼、四代の養子。享保3年に跡を継ぐと、翌年番医、奥医師に列した[1]。徳川吉宗の信頼を得たことで、職務を解かれた後も出仕して、将軍の目通りを願う自由を得た。
- 6代・内田玄寿惟言（1709年 - 1760年）又八、元寿、玄寿。法眼。奥医師・坂上池院宗説（法印）の弟・坂宗真の三男で[4]、5代・正秀の婿養子となる。享保14年（1729年）徳川吉宗に拝謁。奥医師。
  - 二男の良種は番医師・奈須良音の養子となる。孫婿は奈須恒徳[5]。
  - 二女は寄合医師・坂上池院宗恭の妻[6]
- 7代・内田玄勝正啓（1729年 - 1776年） 6代・惟言の長男。金吾、玄勝と称す。法眼。寛延元年（1748年）11月、徳川家重に謁見。宝暦10年（1760年）8月に家督を継いで、二の丸の奥医師に列し、法眼に叙せられる。翌年本城に勤務[1]。明和5年11月17日（1768年12月25日）には九代大橋宗桂と将棋を囲んだ[7]。
  - 妻は奥医師・吉田桃源院善正（元長、桃源院、法眼、法印、圓乗、吉田徳春子孫）の娘[8]。
  - 二男は8代の玄勝明保。
  - 三男の藤三郎（寿延）は奥医師・岡甫庵寿考（吉田意安宗愉の五男、法眼）の養子。
  - 四男の勝四郎（正方）は旗本・土屋正春の婿養子となり、土屋伊賀守正方を名乗る[2][9][10]。
    - 正方の娘婿・土屋正矩は、坂上池院宗恭の四男[11]。
    - 正方の娘婿・窪田清音（旗本、講武所頭取）

  - 娘・栗本元輔（小普請医師、栗本杉知（寄合医師）の子[12]）の妻
- 8代・内田玄勝明保（1760年 - 没年不明）藤次郎、玄庵、玄勝。兄・正豊が早逝のため正啓の後を継ぐ。徳川家治に謁見[2]。